# Neuenkirchen (Heidekreisi járás)
Neuenkirchen település Németországban, azon belül Alsó-Szászország tartományban. Lakosainak száma 5684 fő (2023. december 31.). Neuenkirchen Soltau és Bomlitz községekkel határos.

## Népesség
A település népességének változása:
| Lakosok száma | 5553 | 5578 | 5622 | 5590 | 5680 | 5749 | 5684 |
|               | 2014 | 2016 | 2017 | 2019 | 2021 | 2022 | 2023 |